# Soyuz T-13
Soyuz T-13 foi a oitava expedição soviética à estação espacial soviética Salyut 7 e a quarta tripulação residente na estação.

## Tripulação
Lançados
| Posição           | Cosmonautas          | Duração          | Pousou na  |
| ----------------- | -------------------- | ---------------- | ---------- |
| Comandante        | Vladimir Dzhanibekov | 112d 03h 12m 07s | Soyuz T-13 |
| Engenheiro de voo | Viktor Savinykh      | 168d 03h 51m 09s | Soyuz T-14 |

Aterrissados
| Posição           | Cosmonautas          | Duração          | Lançou em  |
| ----------------- | -------------------- | ---------------- | ---------- |
| Comandante        | Vladimir Dzhanibekov | 112d 03h 12m 07s | Soyuz T-13 |
| Engenheiro de voo | Georgi Grechko       | 168d 03h 51m 09s | Soyuz T-14 |

## Parâmetros da Missão
- Massa: 6850 kg
- Perigeu: 198 km
- Apogeu: 222 km
- Inclinação: 51.6°
- Período: 88.7 minutos

## Missão
O cosmonauta Vladimir Dzhanibekov não fazia ideia de que ele voltaria a visitar a Salyut 7 em um intervalo de tempo tão curto com o voo da Soyuz T-12. A Soyuz T-13 foi a primeira Soyuz a acoplar manualmente com a estação Salyut. Ela foi levemente modificada para incluir alavancas de controle no módulo de descida para operações de proximidade. Viktor Savinykh e Dzhanibekov recuperaram a estação espacial, que estava fora de operação devido a um problema nos painéis solares. Savinykh permaneceu a bordo por 169 dias, retornando à Terra na Soyuz T-14; Dzhanibekov retornou à Terra na Soyuz T-13 com Grechko após ter passado 110 dias na Salyut 7. Antes de sair de órbita, a T-13 passou cerca de 30 h conduzindo encontros e testes de aterrissagem.
O fato se tornou uma dos reparos espaciais mais impressionantes da história. Conforme o grupo Pamirs se aproximava da estação, eles perceberam que seus painéis solares estavam apontando aleatoriamente conforme esta se movia em seu eixo maior. Eles usaram um medidor de distância a laser portátil para ter uma noção da distância deles, e conduziram uma inspeção de voo ao redor para ter certeza de que o exterior estava intacto. Dzhanibekov notou que os cobertores térmicos no compartimento de transferência ficaram acinzentados devido à exposição prolongada à luz do Sol.
Antes de se unir à estação totalmente — a primeira vez que uma Soyuz se aterrissava em uma estação inativa - o grupo confirmou através dos conectores elétricos na gola do porto que o sistema elétrico da Salyut 7 estava inativo. Eles cuidadosamente tiraram amostras do ar da estação antes da abrir a escotilha. O ar da estação estava muito frio, porém era possível respirar. O gelo cobriu as paredes e os aparelho. Os cosmonautas se vestiam com roupas de inverno, conforme entravam na estação. A primeira ordem da missão era restaurar a alimentação elétrica. Das oito baterias, todas estavam descarregadas, e duas estavam destruídas. Dzhanibekov determinou que um sensor havia falhado no sistema de apontamento dos painéis solares, impedindo as baterias de serem recarregadas. Um problema na rádio telemetria impediu o TsUP de detectar o problema.
A Salyut 7 rapidamente descarregou suas baterias, desligando todos os sistemas e não podendo entrar em contatos. Os cosmonautas então foram recarregar as baterias. Eles usaram a Soyuz T-13 para virar a estação para por os seus painéis em direção à luz do sol. Em 10 de junho eles ligaram os aquecedores de ar. Os cosmonautas utilizaram o sistema de regeneração de ar da Soyuz-T 13 até que pudesse colocar os sistemas da Salyut 7 em ordem novamente. Em 13 de junho os sistema de controle de altitude foi reativado com sucesso. Isto foi motivo de comemoração, pois significava que um nave Progress trazendo equipamentos para substituição poderia aterrissar na Salyut 7. Os aquecedores das paredes foram ligados  apenas após todo o gelo ter evaporado, para evitar que a água entra-se nos equipamentos. A umidade atmosférica normal foi atingida apenas no fim de julho. Os tanques de água da estação se descongelaram no fim de Junho. O congelamento destruiu o aquecedor de água, então os cosmonautas utilizaram a luz de uma televisão de alta potência para aquecer fluidos.